# Comitetul Național pentru o Europă Liberă
Comitetul Național Pentru o Europă Liberă (în engleză National Committee for a Free Europe) a fost o organizație anti-comunistă fondată în SUA la 17 martie 1949, în New York City, cu scopul de a extinde sfera de influență a Americii în Europa și să se opună ocupației sovietice și dictaturii comuniste.
Fondatorul Comitetului Național Pentru o Europă Liberă a fost Allen Dulles, membru al proaspăt înființatei Agenții Centrale de Informații (CIA), împreună cu Dewitt Clinton Poole.
La început, în conducere s-au aflat generalul Dwight David Eisenhower, Lucius D. Clay, Cecil B. DeMille, și Henry Luce.
Începând cu 1951–52, președintele Comitetului a fost Charles Douglas Jackson.
Pentru a-și atinge scopurile, această organizație a fondat Radio Europa Liberă.